# ذیل تاریخ بغداد
ذیل تاریخ بغداد عنوان کتابی است از ابوعبدالله ابن نجار، محدث و مورخ قرن ششم و هفتم قمری. نویسنده در این کتاب با روشی شبیه به خطیب بغدادی در کتاب تاریخ بغداد، شرح حال افراد سرشناسی را نوشته‌است که در بغداد زیسته یا به آن وارد شده‌اند. در این کتاب شرح حال بسیاری از خلفا، وزیران، قاضیان، فقیهان، محدثان، ادیبان، شاعران، صوفیان و پزشکان آمده‌است. البته ابن نجار از نوشتن در مورد افرادی که شرح حال آنها در تاریخ بغداد آمده صرف نظر کرده‌است؛ مگر در مواردی که نکته‌ای مغفول مانده باشد. این کتاب بر اساس حروف الفبا تنظیم شده، اما افرادی که محمد نام داشته‌اند در ابتدای فهرست آمده‌اند. در انتهای کتاب، بخشی در مورد کنیه‌ها و بخشی در مورد زنان اضافه شده‌است.